# Anatolij Kaširov
Anatolij Andreevič Kaširov (in russo Анатолий Андреевич Каширов?; Mosca, 19 maggio 1987) è un ex cestista russo.

## Carriera
Con la Russia universitaria ha disputato le Universiadi di Belgrado 2009.

## Palmarès
- Campionato russo: 3

CSKA Mosca: 2005-06, 2006-07, 2007-08
- Coppa di Russia: 2

CSKA Mosca: 2005-06, 2006-07
- Eurolega: 2

CSKA Mosca: 2005-06, 2007-08